# Grădina Thurston
Grădina Thurston este grădina botanică din Fiji. A fost cunoscută sub numele de Grădina Botanică din Suva, dar numele său a fost schimbat în onoarea celui de-al cincilea guvernator al Fijiului, Sir John Bates Thurston, care a fost guvernator din februarie 1888 până în martie 1897. Grădina Thurston este situată în centrul orașului Suva, între Parcul Albert și Reședința Guvernamentală. 

## Istorie
Grădina Thurston este construită pe locul localității originale Suva care a fost arsă în 1843 într-una dintre cele mai sângeroase lupte din istoria Fiji. Mulți dintre locuitori au fost uciși și mâncați de oamenii din Rewa. În 1879, Sir John Thurston l-a invitat și l-a rugat pe John Horne, directorul Pădurilor și Grădinilor Botanice din Mauritius să viziteze și să facă recomandări pentru o grădină botanică. Grădina a fost numită inițial Grădina Botanică din Suva, dar a fost redenumită în 1976 în memoria lui Sir John Thurston. În 1913, grădina a fost reorganizată și s-au adăugat scurgeri subterane. Au fost realizate, de asemenea, căile celor 101 de palmieri și a celor 39 de ferigi arbore. Turnul cu ceas și pavilionul pentru orchestre au fost construite în 1918 în memoria primului primar din Suva. Muzeul din Fiji, ocupă acum clădirea care a fost construită pe terenurile Grădinii Botanice în 1955.

## Grădina astăzi
Muzeul din Fiji întreține în prezent grădina. Deși multe dintre clădiri și artefacte par să aibă nevoie de îngrijiri mai atente, multă lume se bucură de această grădină în timpul zilei. Tot soiul de palmieri, ghimbir, nuferi și plante alte florei locale sunt răspândite în interiorul grădinii.